# Serge Blusson
Serge Blusson (París, 7 de mayo de 1928–Creil, 14 de marzo de 1994) fue un deportista francés que compitió en ciclismo en las modalidades de pista, especialista en la prueba de persecución por equipos, y ruta.
Participó en los Juegos Olímpicos de Londres 1948, obteniendo una medalla de oro en la prueba de persecución por equipos (junto con Charles Coste, Fernand Decanali y Pierre Adam).

## Medallero internacional
| Juegos Olímpicos | Juegos Olímpicos      | Juegos Olímpicos | Juegos Olímpicos        |
| Año              | Lugar                 | Medalla          | Competición             |
| ---------------- | --------------------- | ---------------- | ----------------------- |
| 1948             | Londres (Reino Unido) | Medalla de oro   | Persecución por equipos |

## Palmarés
- 1948 
  - Campeón Olímpico de persecución por equipos (con Pierre Adam, Charles Coste y Fernand Decanali)
- 1949 
  - 1.º en la París-Évreux
- 1950 
  - 1.º en la París-Limoges
- 1952 
  - Vencedor de una etapa del Tour de l'Ouest
- 1953 
  - 1.º en el Gran Premio de Plouay
  - Vencedor de una etapa del Tour del Oeste
- 1954 
  - 1.º en el Circuito de Cher
- 1957 
  - 1.º en el Tour de Picaresca y vencedor de una etapa

### Resultados al Tour de Francia
- 1950. 42º de la clasificación general
- 1951. Abandona (10.ª etapa)
- 1954. Abandona (5ª etapa)